# Llegó el día (álbum de Medina Azahara)
Llegó el día es el vigesimoprimer álbum del grupo de rock español Medina Azahara, editado en 2021 por Concert Music Entertainment.

## Detalles
Es el primer disco  del grupo con dicha compañía, tras varios años con el sello Senador.
Se trata de un CD de versiones del legendario trío de rock andaluz Triana, influencia fundamental en el estilo de Media Azahara.
El álbum fue editado en varios formatos: edición CD, vinilo y digital de 10 temas, y edición CD doble con 19 temas.

## Lista de canciones
1. Sé de un lugar
2. Cae fina la lluvia
3. Quiero contarte
4. Sr. Troncoso
5. Sentimiento de amor
6. Tu frialdad
7. Recuerdos de una noche
8. Desnuda la mañana
9. Una noche de amor desesperada
10. Llegó el día

## Personal
- Manuel Martínez - voz
- Paco Ventura - guitarra
- Manuel Ibañez - teclados
- Juanjo Cobacho - bajo
- Nacho Santiago - batería